# Kamakwie
Kamakwie è una città sierraleonese della provincia del Nord. Ubicata nel distretto di Bombali, fa parte dello chiefdom di Sella Limba.